# Haliclona infundibularis
Haliclona infundibularis är en svampdjursart som först beskrevs av Ridley och Arthur Dendy 1887.  Haliclona infundibularis ingår i släktet Haliclona och familjen Chalinidae. Inga underarter finns listade i Catalogue of Life.